# Моравське маркграфство
Моравська марка або Моравське маркграфство (чеськ. Moravské markrabství; нім. Markgrafschaft Mähren) — прикордонна марка Священної Римської імперії, що існувала з 1182 до 1918 р., як одна з Земель Богемської корони. Виникло на теренах Моравського князівства, в різний час було незалежним, напівзалежним, автономним та адміністративною одиницею Австрійської імперії. Територіально розташоване в історичному регіоні Моравія в сучасній Чехії.

## Географія
Маркграфство лежало на схід від власне Богемії, займаючи приблизно вдвічі меншу за неї площу. На півночі Судетські гори, які простягаються до Моравської брами, утворювали кордон із польським Сілезьким герцогством, також включеним до земель Богемської корони за Тренчинським договором 1335 року. На сході та південному сході Західні Карпати відділяли її від сучасної Словаччини. На півдні звивиста річка Тайя позначала кордон із Австрійським герцогством.
Морави, яких зазвичай вважають чеським народом, який розмовляє моравськими діалектами, становили основну частину населення. Згідно з переписом населення Цислейтанії 1910 року, 27,6 % назвали себе німецькими моравами. Ці етнічні німці пізніше будуть вислані після Другої світової війни. Серед інших етнічних меншин були поляки, роми та словаки.

## Історія
Моравське князівство було утворено на слов'янських землях, що раніше входили до складу Великої Моравії. На початку X століття держава впала під навалою угорців. Князь Арпад, після перемоги над об'єднаними військами слов'ян та баварців в битві при Прессбурзі включив територію сучасної Словаччини до складу «Верхньої Угорщини» (угор. Felső-Magyarország), а Моравія перейшла під владу Чеського (Богемського) князівства.
955 року чеський князь Болеслав I в союзі з східно-франкским королем Оттоном I в битві на річці Лех розгромив угорців, після чого їх наступ на центрально-слов'янські землі були зупинені.
999 року Моравію захопив й правив польський король Болеслав Хоробрий. 1019 року Богемський князь Олдржих відвоював у поляків моравські землі та передав їх в управління своєму сину князю Бржетиславу. Після цього землі стали спадковим володіння династії Пржемисловичів.
1182 року за наказом імператора Священної Римської імперії Фрідріха Барбаросси було офіційно утворено Маркграфство Моравії, шляхом злиття трьох удільних князівств Пршемисловичів: Брно, Оломоуць та Зноймо, й передано у володіння князю Конраду II, сину князя Конрада Зноймського.
1247 року майбутній король Богемії Отокар II був призначений маркграфом Моравським. 1310 року, після згасання династії Пржемисловичів, Моравія переходить під владу династії Люксембургів, якою вони правили до 1437 року. 1375 року Моравським маркграфом стає Йост Моравський, який проводив доволі автономну політику й був обраний королем Німеччини 1410 року.
Під час гуситських воєн моравська шляхта залишилась вірними прихильниками імператора Сигізмунда Люксембурга.
1469 року Моравія була окупована угорським королем Матяшем Корвіном, якого підтримала католицька шляхта Моравії. Матвій Корвін проголосив себе чеським королем й став правити Моравією, Сілезією та Лужицькими землями. Проте Їржі з Подєбрад організував рух за проголошення королем Владислава Ягелончика. Суперництво з Корвіна з Владиславом II призвело до того, що під натиском чеських об'єднаних військ було укладено мир у Брно в 1478 році, а 1479 року в Оломоуці. Згідно з угодою обидва претенденти мали право вживати титул чеського короля, але Корвін удержав владу в завойованих завойованих землях.
1526 року чеський трон завоював Фердинанд I Габсбург, а Моравія увійшла в число країв Габсбурзької монархії. Останній раз Моравія управлялася окремо від Богемії 1608 року, коли вона підтримала Матвія в його боротьбі проти імператора Рудольфа II. Після того, як 1611 року Рудольф поступився троном Матвію, Моравія стала управлятися безпосередньо з Відня, а титул маркграфа Моравського було додано до титулу імператорів Священної Римської імперії, а пізніше до титулу імператора Австрійського.
1804 року Моравське маркграфство було виключено до складу Коронних земель Австрійської імперії. 1867 року Моравське маркграфство стало коронною землею в складі Цислейтанії — австрійської частини Австро-Угорщини.
Після Першої світової війни, під час утворення Чехословацької республіки в 1918 році, маркграфство було перетворено в «Моравський край», а пізніше «Моравсько-Сілезький край».

## Державний устрій

### Маркграфи
- 1269—1276: Отокар II (король Богемії)
- 1790—1792: Леопольд II (імператор Священної Римської імперії)